# Министерство наследия Канады
Министерство наследия Канады отвечает за политику и программы, касающиеся искусства, культуры, средств массовой информации, коммуникационных сетей, официальные языки (в том числе франкоязычных стран), положения женщин, спорта и мультикультурализма. Он также осуществляет надзор за королевскими визитами Королевы Канады и членов королевской семьи в Канаде. Ранее оно было частью министерства связи, до тех пор, пока техническая сторона этого министерства не была объединена в Министерство промышленности в 1996 году, образовав Министерство по вопросам канадского наследия, не связанного с технической стороной. В конце 2008 года компонент мультикультурализма этого министерства был переведен в Управление по делам гражданства и иммиграции.
Нынешним министром канадского наследия является Пабло Родригес.

## Финансирование
- Центры дружбы коренного населения
- Презентации искусств Канады (ныне Канаде искусств Презентация Фонда)
- Программы помощи спортсменам
- Книгоиздания
- Программы развития промышленности
- Книжный фонд Канады
- Культурный инвестиционный фонд Канады
- Интерактивная фонд
- Медиа фонд
- Культурный фонд развития
- Обмены
- Музеи
- Национальный день аборигенов